# 南海ED5201形電気機関車
南海ED5201形電気機関車（なんかいED5201がたでんききかんしゃ）は、南海電気鉄道（南海）が貨物列車用に導入した直流用電気機関車である。
同社の貨物列車廃止に伴い1両が三岐鉄道に譲渡され、同社ED301形電気機関車となっている。

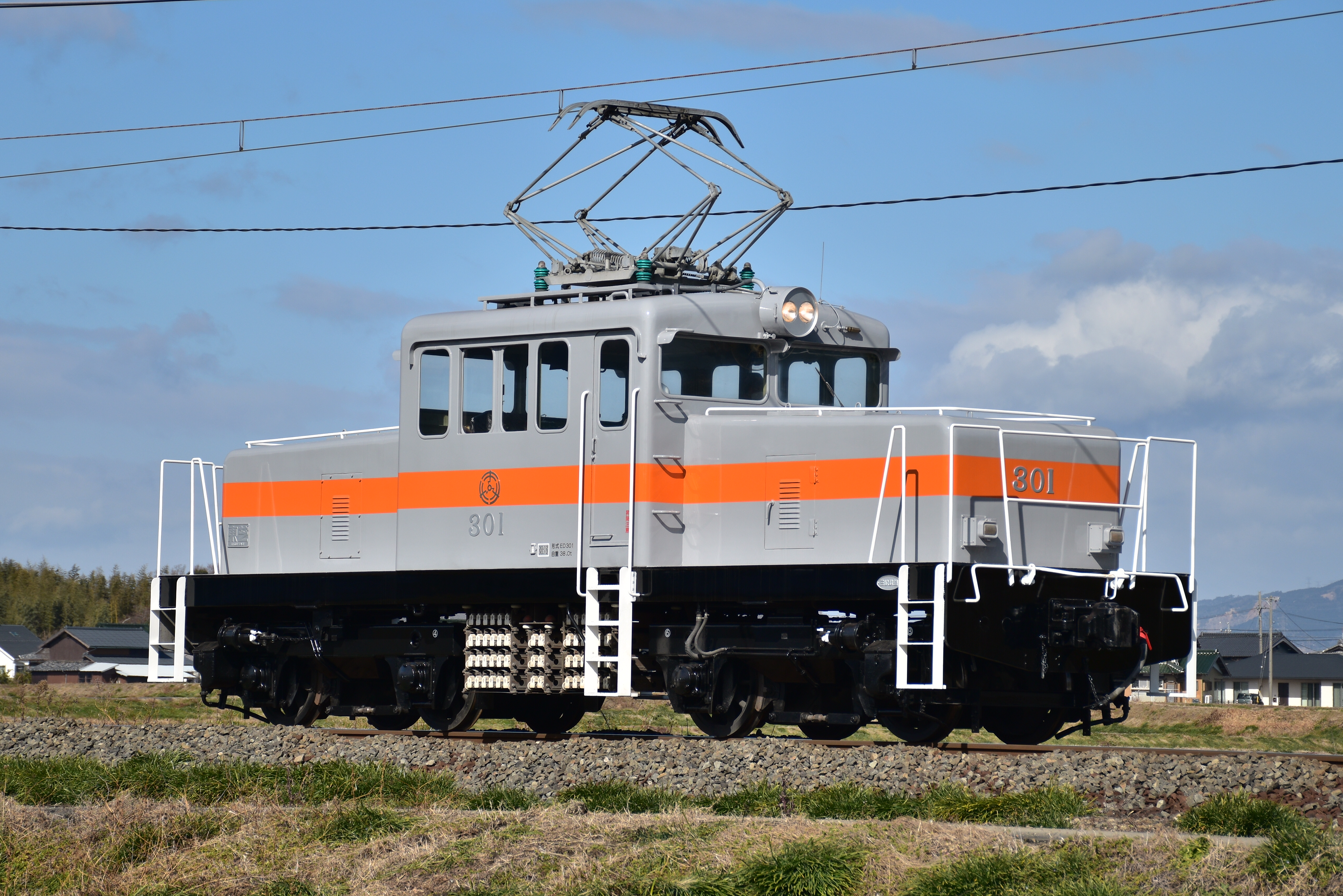
三岐鉄道に譲渡され、ED301となった現在の姿。

## 概要
南海が1963年7月に東芝に発注した電気機関車。ED5201 - 5204の4両が製造された。角のない丸みを帯びた外見の凸形電気機関車である。南海本線の列車密度は高く、貨物列車は高速・高密度の旅客列車の合間を縫って運行する必要があることから、当初から弱め界磁制御を採用し、定格速度を高く設定していた。1973年に電圧が1500Vに昇圧され、それにより主電動機の交換、歯車比の変更、電動発電機増設、前照灯のシールドビーム化など性能向上がなされた。
速度を重視した歯車比としていたことから、けん引力を補うため重連運転ができるよう総括制御が可能となっており、実際に重連仕業が多かった。
1984年2月に南海の貨物輸送廃止に伴い、同年7月10日付で全車廃車となり、ED5201・5203・5204が解体となったが、ED5202は三岐鉄道に譲渡されている。

## 三岐鉄道ED301形
ED5202は三岐鉄道へ譲渡され、1984年10月にED301形ED301となってED22 2を置き換えた。基本的に入換用として使用され、当初は富田駅構内で使用されたが、後に太平洋セメント藤原工場の入換専用機となった。検査入場時等にはED45形が単機で作業を代行する。
ATSを装備していないため本線を走行する機会がほとんどなかったが、イベントで使用されて本線を走行する事がある。

## 主要諸元
- 全長：11,000mm
- 全幅：2,736mm（2,760mm/2009.12. -）
- 全高：3,950mm
- 運転整備重量：38.0t
- 電源方式：直流1500V（架空電車線方式）
- 軸配置：B-B
- 台車形式：TT55
- 主電動機：MT40形（142kW）×4基 
  - 歯車比：22:67＝1:3.05
  - 1時間定格出力：568kW
  - 1時間定格引張力：4460kg
  - 1時間定格速度：46.5km/h
- 動力伝達方式：歯車1段減速、吊り掛け駆動方式
- 制御方式：抵抗制御・直並列2段組合せ・弱め界磁
- 制御装置：HU-142形電磁空気単位スイッチ式
- ブレーキ方式：EL14B空気ブレーキ、手ブレーキ